# Sari van Veenendaal
Sari van Veenendaal (Nieuwegein, 3 aprile 1990) è un'ex calciatrice olandese, di ruolo portiere.
È ricordata principalmente per aver vestito a lungo la fascia di capitano della nazionale femminile olandese, con cui si è laureata campionessa d'Europa nel 2017, oltre ad aver vinto un'Algarve Cup nel 2018 e aver conquistato il secondo posto ai Mondiali del 2019.

## Biografia
Nell'ottobre del 2017 van Veenendaal, insieme al resto della squadra nazionale olandese, è stata insignita dell'Ordine di Orange-Nassau dal Primo ministro Mark Rutte e dal Ministro dello Sport Edith Schippers, in seguito al loro successo agli Europei di quell'anno.

## Carriera

### Club

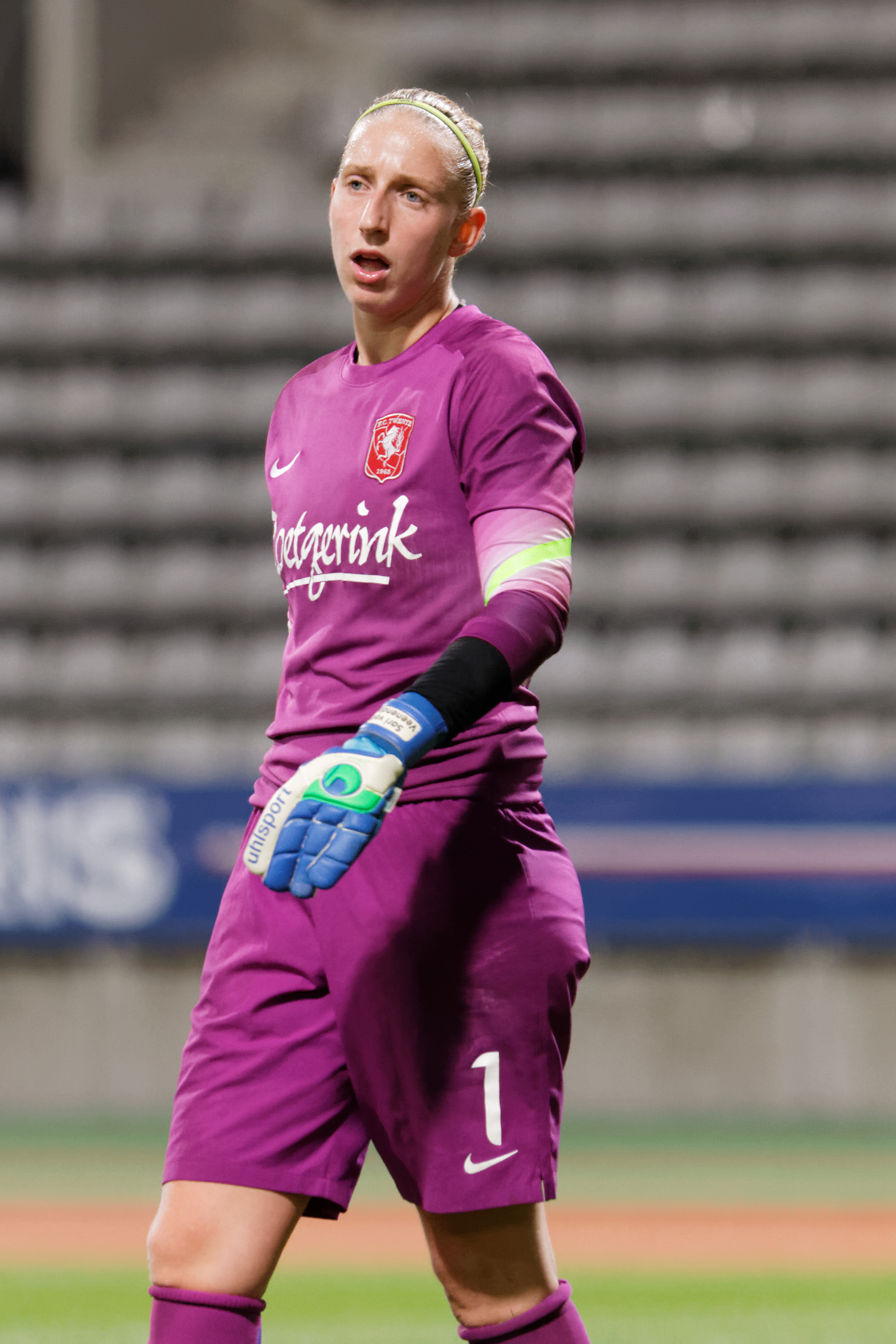
van Veenendaal nel 2014 con la maglia del Twente in Champions League

Nata a Nieuwegein, inizia a giocare a calcio nel Vsv Vreeswijk, trasferendosi in seguito al Saestum, dove rimane fino al 2008. A 18 anni va a giocare per la prima volta in Eredivisie, campionato sorto la stagione precedente, firmando con l'Utrecht. Nelle due stagioni di permanenza ottiene un quarto e un quinto piazzamento in campionato, trovando il campo solo due volte, chiusa nel ruolo dalla futura compagna in nazionale Angela Christ, ma riesce a vincere il primo trofeo in carriera, la Coppa d'Olanda 2010.
Nel 2010 passa al Twente, con cui esordisce il 23 settembre 2010 nella sconfitta per 2-0 in trasferta contro l'Heerenveen. Alla prima stagione con la squadra di Enschede vince il campionato, qualificandosi per la Champions League dell'anno successivo, competizione nella quale debutta il 28 settembre 2011, perdendo 2-0 in casa con le russe del Rossijanka. Nella stagione 2011-2012 non riesce ad arricchire il suo palmarès personale, ma si rifà nelle tre stagioni successive, che la vedono vincitrice di due BeNe League (2013 e 2014), campionato a cui partecipavano squadre belghe e olandesi, oltre che di un'altra Coppe d'Olanda nel 2015. Termina con 112 presenze totali in campionato.
A luglio 2015 va a giocare in Inghilterra, venendo tesserata dall'Arsenal. Nelle prime tre stagioni arriva tre volte terza in Women's Super League 1, ma vince la FA WSL Cup nel 2015 e la FA Women's Cup nel 2016.
A metà luglio 2019, van Veenendaal lascia l'Arsenal per trasferirsi in Spagna, firmando un contratto con l'Atlético Madrid, campione nazionale in carica. Tuttavia, in seguito alla conclusione anticipata del campionato a causa della pandemia di COVID-19, il portiere decide di far ritorno in Olanda già nella stagione seguente, sottoscrivendo un accordo con il PSV.
Dopo due stagioni a Eindhoven, nel luglio del 2022 van Veenendaal ha annunciato ufficialmente il proprio ritiro dal calcio giocato, pubblicando una lettera sul proprio profilo Instagram.

### Nazionale
Nel 2011 debutta in nazionale maggiore, giocando titolare nella sfida del 7 marzo contro la Svizzera in Cyprus Cup, vinta per 6-0.
Nel 2013 il CT Roger Reijners la inserisce nella lista delle 23 convocate all'Europeo in Svezia, dove le olandesi escono al girone e van Veenendaal non gioca nessuna gara, facendo da riserva a Loes Geurts.
Nel 2015 partecipa al Mondiale in Canada, dove chiude il girone al terzo posto dietro le padrone di casa e la Cina, passando come una delle migliori terze, ma venendo eliminata negli ottavi di finale dal Giappone, poi finalista perdente; anche in questo caso è riserva di Loes Geurts, ma riesce ad ottenere una presenza, nella seconda gara del torneo, il 12 giugno, persa per 1-0 contro la Cina.
Viene convocata anche per l'Europeo casalingo del 2017 dal nuovo tecnico Sarina Wiegman, che la preferisce a Loes Geurts facendola giocare titolare in tutte e sei le gare del torneo, concluso con la vittoria del trofeo, grazie al 4-2 in finale sulla Danimarca. Protagonista del torneo, van Veenendaal viene inserita nella formazione ideale dell'Europeo dall'UEFA.
Ai Mondiali 2019, manifestazione in cui i Paesi Bassi vengono sconfitti in finale dagli Stati Uniti, è eletta miglior portiere del torneo.
Infine, è stata inclusa anche nella rosa che ha preso parte agli Europei del 2022. Tuttavia, nei primi minuti della prima partita della fase a gironi contro la Svezia (poi conclusasi sull'1-1), van Veenendaal ha riportato un infortunio alla spalla, venendo quindi sostituita da Daphne van Domselaar e, in seguito, costretta a ritirarsi dal torneo, con Jacintha Weimar a prenderne il posto fra le convocate. Questa sarebbe rimasta la sua ultima presenza con la nazionale olandese.

## Palmarès

### Club
- Campionato olandese: 1

Twente: 2010-2011
- BeNe League: 2

Twente: 2012-2013, 2013-2014
- Coppa dei Paesi Bassi: 3

Utrecht: 2009-2010
Twente: 2014-2015
PSV Eindhoven: 2020-2021
- Campionato inglese: 1

Arsenal: 2018-2019
- FA WSL Cup: 1

Arsenal: 2015
- FA Women's Cup: 1

Arsenal: 2015-2016

### Nazionale
- Campionato d'Europa: 1

2017
- Algarve Cup: 1

2018 (a pari merito con la Svezia)

### Individuale
- Selezione UEFA dell'Europeo femminile: 1

2017
- The Best FIFA Women's Goalkeeper: 1

2019